# Pál antiochiai pátriárka
Szamoszatai Pál (? – 275 körül) antiokhiai püspök kb. 260-tól 271?-ig.
260 körül választották meg Antiokheia püspökévé. Teológiai kérdésekben igyekezett a korabeli krisztológiai nézetek közötti egyensúlyt keresni: úgy vélte, hogy Jézus a Szentlélektől fogantatott ember volt – akivel egyesült az isteni logosz, amely az egyesüléssel nyert személyiséget.
Szír püspöktársai rossz szemmel nézték Pál gazdag jövedelmeit, és fényűzőnek kiáltották ki a püspököt, majd három zsinatot tartottak ellene. 269-ben el is határozták letételét, de ezt csak a Pált támogató Zénobia palmürai királynőt legyőző Aurelianus római császár foganatosította 3 évvel később. A püspök valószínűleg néhány évvel később hunyt el.